# Habranthus oranensis
Habranthus oranensis är en amaryllisväxtart som beskrevs av Pierfelice Ravenna. Habranthus oranensis ingår i släktet Habranthus och familjen amaryllisväxter. Inga underarter finns listade i Catalogue of Life.